# Diplogaster rivalis
Diplogaster rivalis är en rundmaskart. Diplogaster rivalis ingår i släktet Diplogaster, och familjen Diplogasteridae. Arten är reproducerande i Sverige.